# 三峽行修宮
行修宮，又稱白雞行修宮、行天宮三峽分宮，即臺北行天宮的分廟。位在新北市三峽區嘉添里白雞155號，主奉關聖帝君（又稱山西夫子）、從神關平太子、周倉將軍。供奉神祇以關聖帝君在世時的結拜兄弟和家族、君臣為主，與行天宮祭拜的五恩主很大的不同。此宮與北投行天宮一樣，都有登山步道供信眾健走；在整體廟宇的建築上與臺北行天宮一模一樣，只有少數雕刻不同。但本廟廟名並非行天宮，而是行修宮。本廟創建艱辛，為玄空師父(黃欉居士)獨資，並未募集檀越香火錢籌建。

## 歷史
1943年5月，空真子道長（郭得進居士）及師兄弟，敬奉由覺修宮分靈而來的五恩主，於台北市永樂町（今迪化街）一處民宅三樓設立「行天堂」，以關聖帝君為首。
1945年，三峽「白雞」「海山」二坑煤礦附近瘧疾肆虐，居住於臺北縣樹林（今新北市樹林區）的基隆煤礦業主黃欉（法號玄空）向其素來敬仰的行天堂壇主「空真子」（俗名郭得進，人稱郭空真）請益，郭空真請了行天堂關帝君像，讓黃迎回膜拜。
1945年農曆十月玄空道長(黃欉居士)於礦場之木造事務所始創「行修堂」，鄉里皆來參拜，竟然瘟疫去除，從此關帝君名震本地。
1949年現今明德堂所在地興建，關帝廟行修宮
1949年農曆八月，由於「行天堂」位於民宅三樓，檀越參拜不便，黃玄空道長（本名黃欉，法號「玄空」，1911年－1970年；行天宮方面敬稱其為「玄空師父」）得三兄黃新火居士引介，遂與「行天堂」關聖帝君結緣。玄空在臺北市九臺街（今林森北路、民權東路交叉口一帶）購入原為宮前町的小型民間信仰簡易齋教鸞堂及附設土地廟。創建關帝廟行天宮，地址在今臺北市立新興國中。
1962年農曆四月三峽行修宮興建及動土整地
1964年農曆十一月，三峽行修宮舉行「正殿」上樑典禮。
1964年農曆十二月，三峽行修宮舉行「前殿」上樑典禮。
1965年12月6日三峽行修宮落成，並舉行慶成典禮
1970年8月21日，玄空道長（黃欉居士）將獨資興建的三峽行修宮全數捐贈給「財團法人台北市行天宮」，是為行天宮三峽分宮。
1970年12月18日(農曆11月20日)，玄空道長（黃欉居士）圓滿興建行天宮三座聖廟的宏願，安詳辭世，享壽六十。
1972年農曆十月新建三峽行修宮旁的明德堂及行天宫北投分宮崇德堂以奉祀玄空道長（黃欉居士）
2014年8月26日，行天宫秉持並落實玄空師父提倡修德與問心敬神之理念，廟埕不再設置大香爐及供桌，鼓勵信眾雙手合十，以道德心香取代線香，虔誠祝禱就可上達天聽。信眾不須準備供品，只要心誠禮敬，問心修德，便能得到神明的護佑。

## 祀神

### 大殿
- （左側）崇聖祠：聖父母－關毅、關媽；聖公－關審、
- （中央）關聖太子關平、關恩主、南天將軍周倉
- （右側）三教聖賢：諸葛武侯孔明、蜀漢昭烈帝劉備、桓侯大帝張飛
- 祈安法會（拜斗）期間(前殿)玉皇壇供奉的神祇分別為（左至右）：
  - 關聖二太子關平、十八代玉皇大帝之玄靈高上帝關聖帝君領任、南天將軍周倉

### 福德宮與明德堂
- 福德宮供奉的神祇分別為：山神、福德正神
- 明德堂供奉：玄空師父

## 服務
- 開放時間：清晨04時00分到晚上19時00分
- 特殊節日開放時間：24小時(農日正月初一日、農曆三月初一日~三月初八日、農曆六月二十四日、農曆九月初一日~九月初八日)
- 收驚時間：中午11時20分到下午16時00分,

### 行修宮照片集

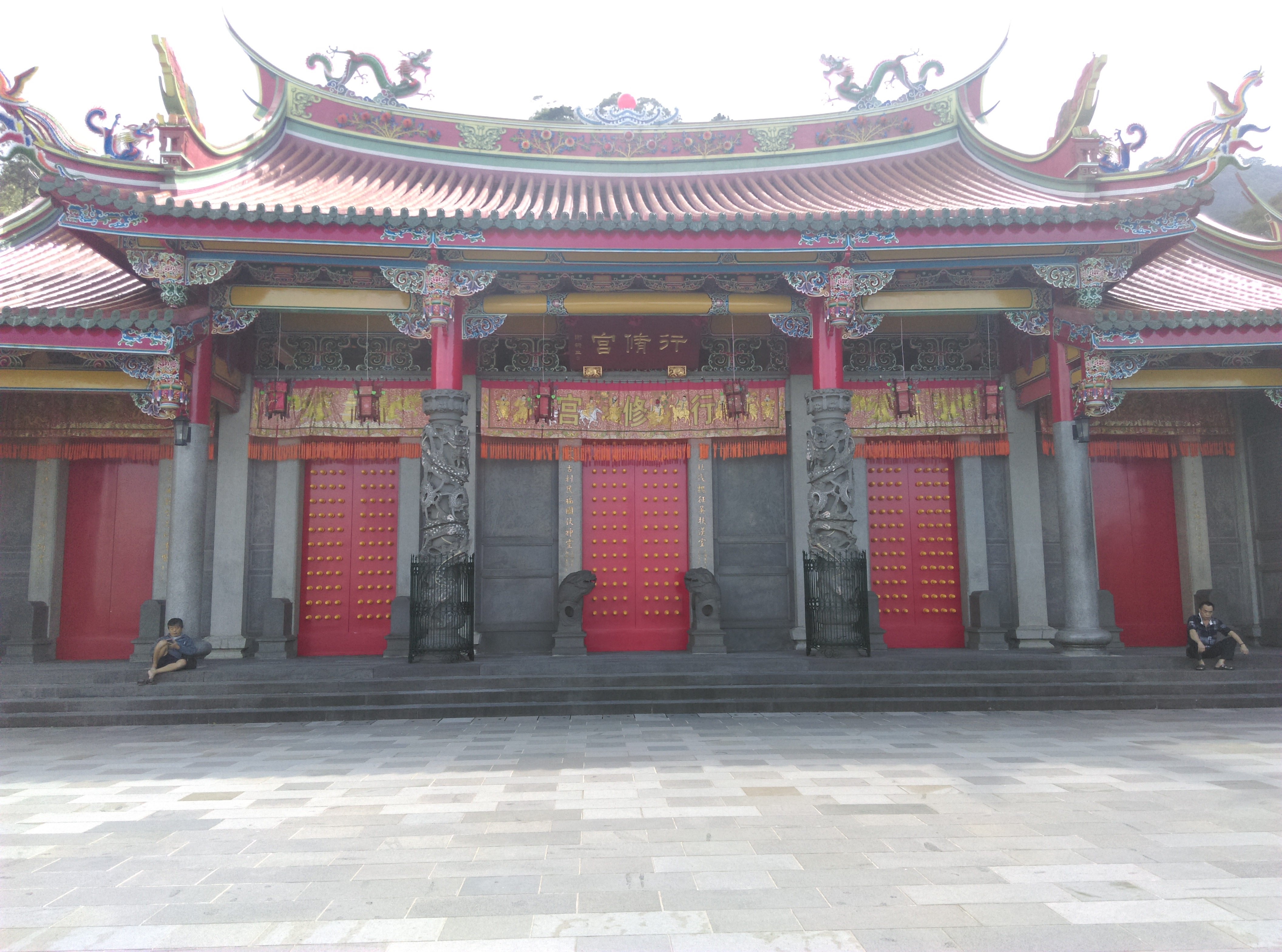
行修宮正面
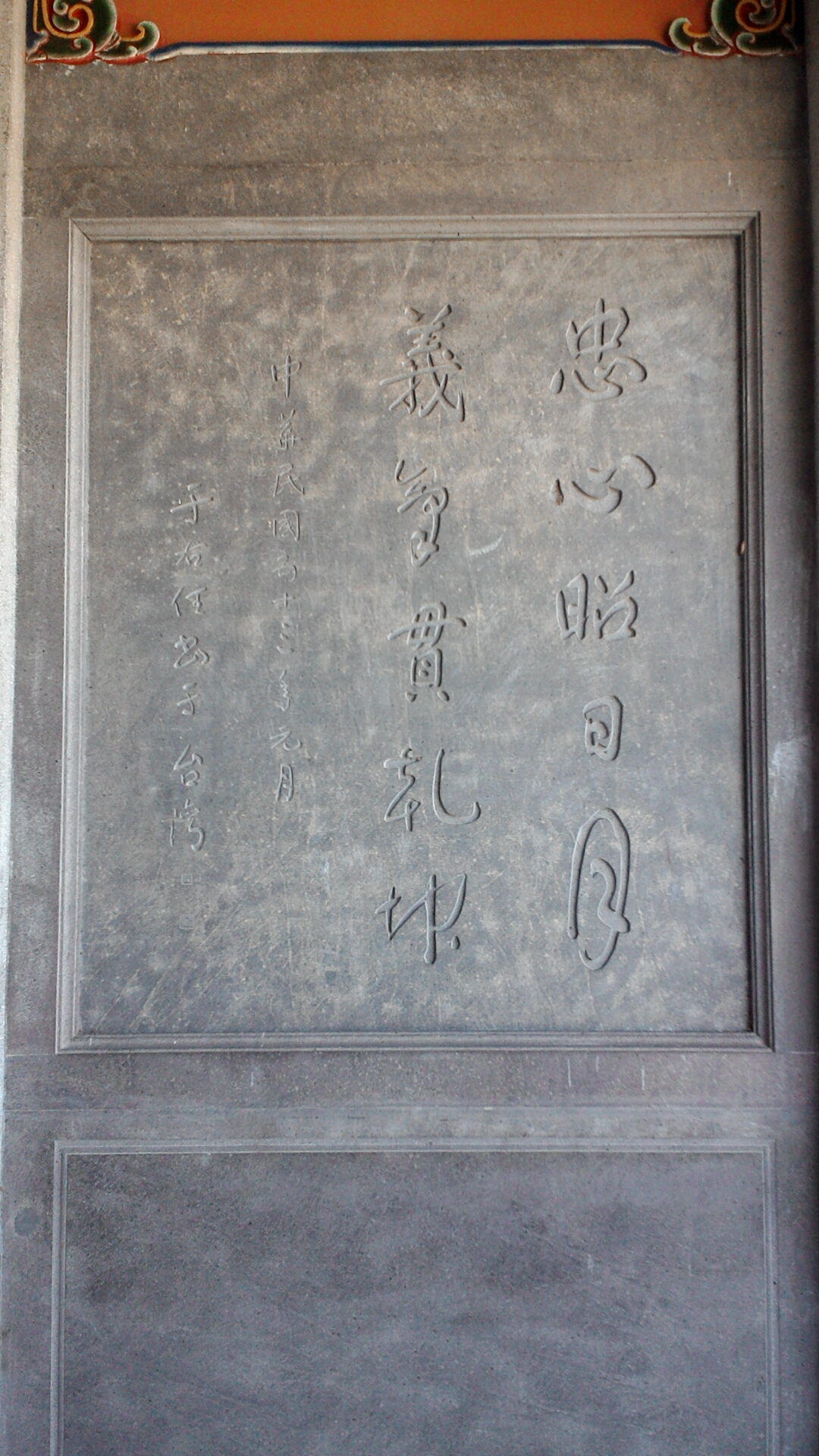
于右任書「忠心昭日月，義氣貫乾坤」，1964年1月
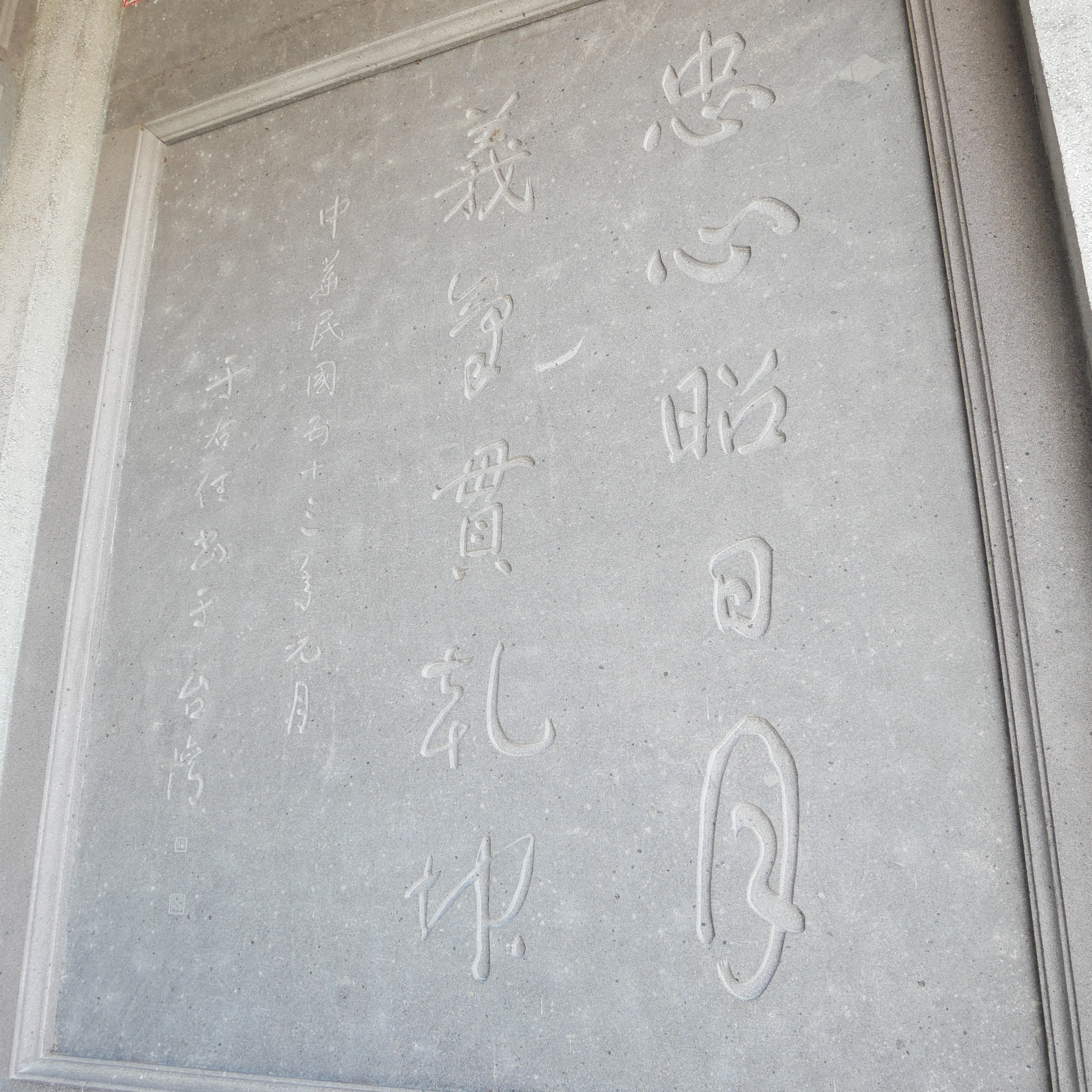
于右任書「忠心昭日月，義氣貫乾坤」，1964年1月
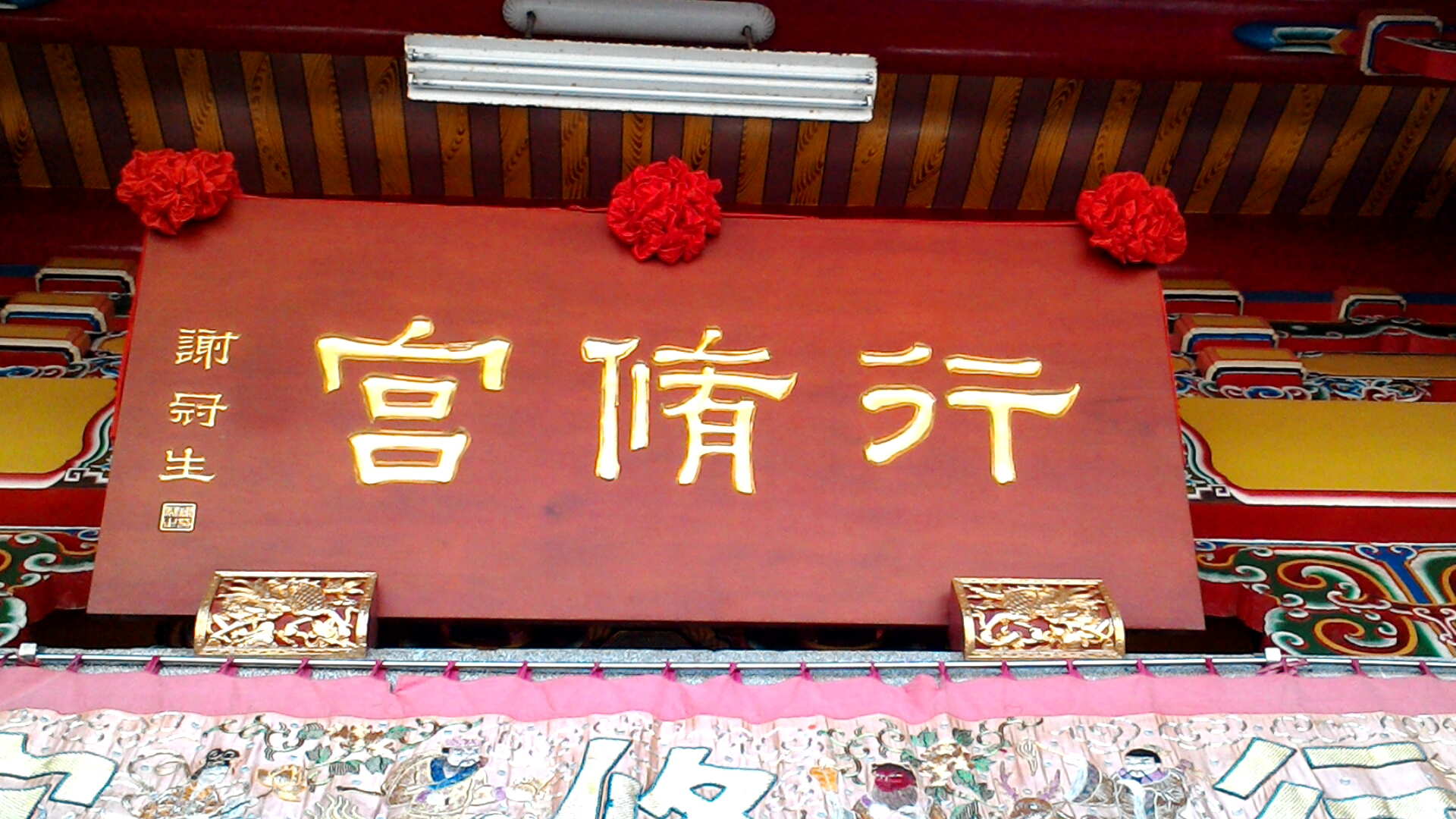
謝冠生書「行脩宮」匾額
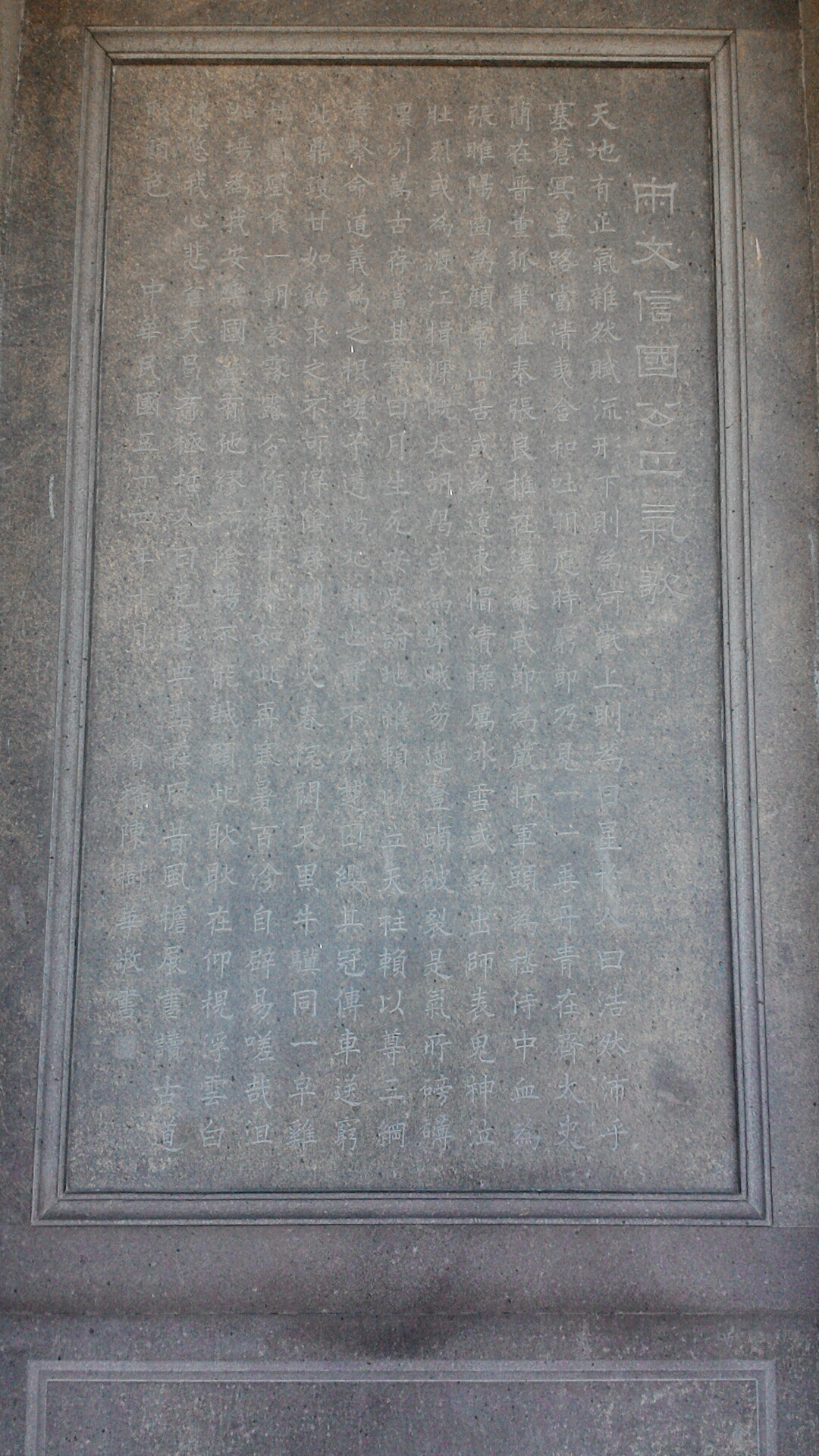
會稽陳樹華敬書「宋文信國公正氣歌」，1965年10月
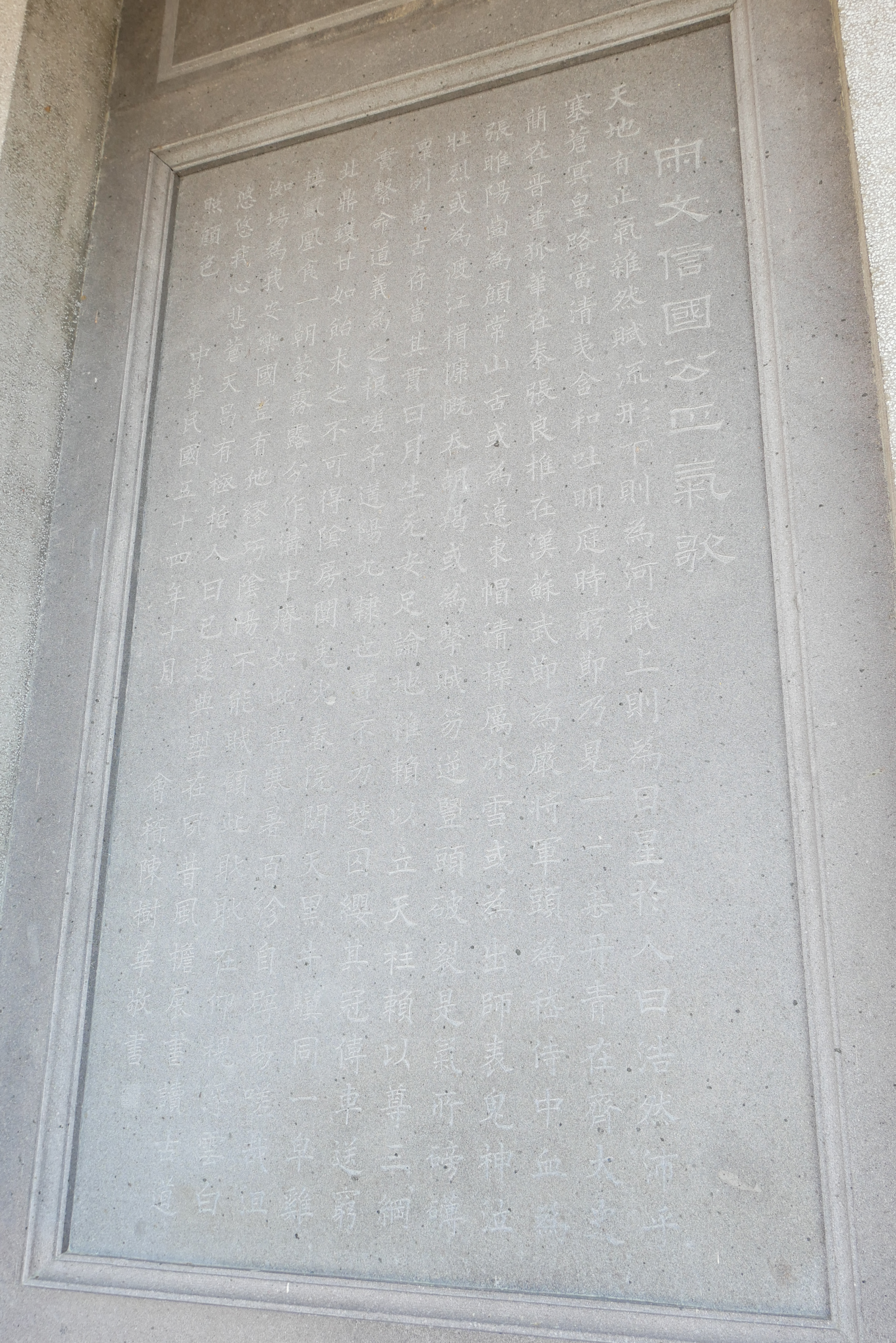
會稽陳樹華敬書「宋文信國公正氣歌」，1965年10月
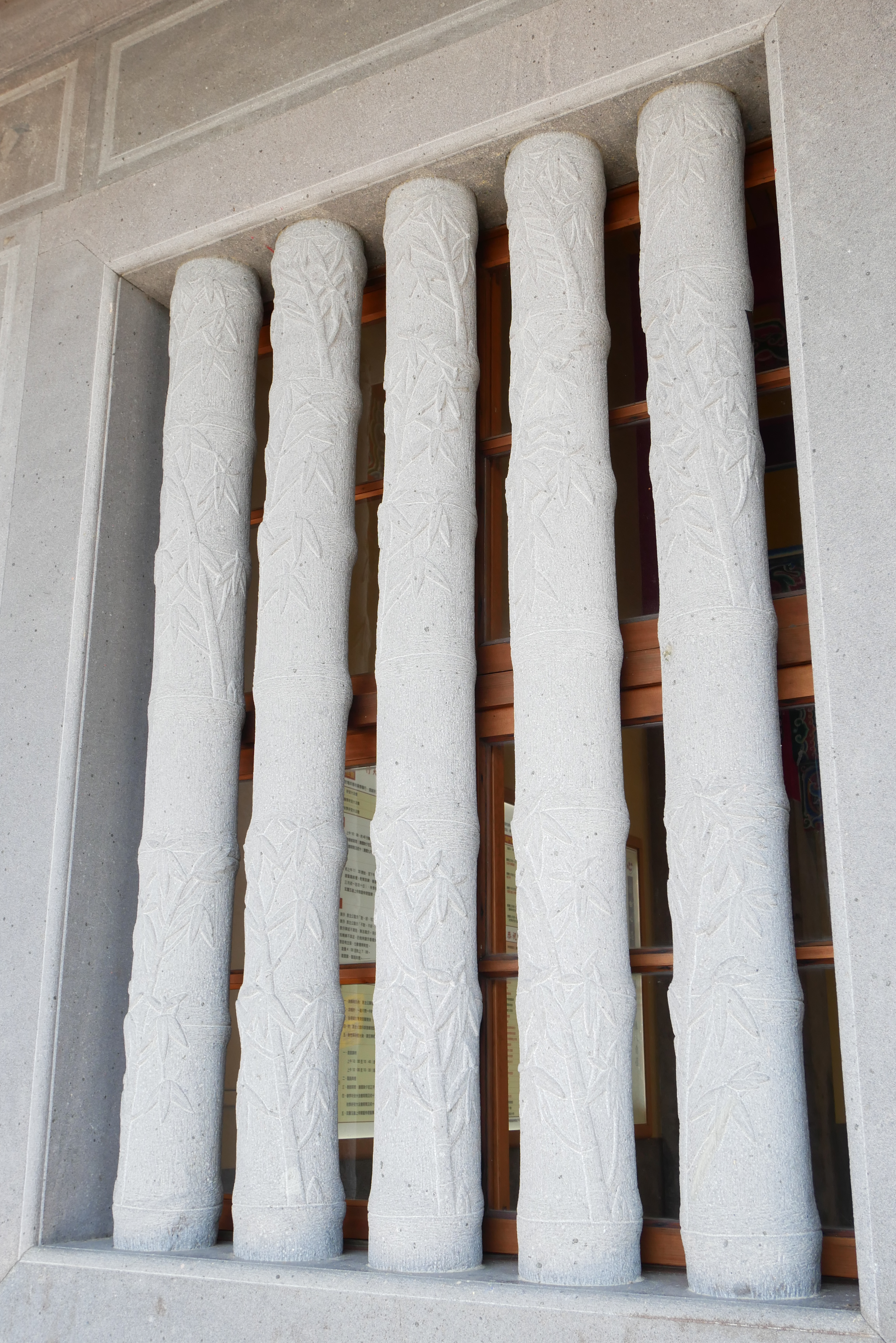
竹節窗

## 外部連結
- https://www.ht.org.tw/ 行天宮五大志業網－宗教志業]（页面存档备份，存于）